# Riu Akhurian
L'Akhurian, Akhuriyan, Akhuryan o Akhouryan (armeni: Ախուրյան Axuryan; armeni antic: Axurean; rus: Арпачай or Ахурян), o Arpachay (àzeri: Qərbi Arpaçay; turc: Arpaçay) és un riu del Caucas del Sud. S'origina a Armènia i flueix des del llac Arpi, a prop de la frontera amb Turquia durant uns quilòmetres per a després coincidir-hi amb la frontera política entre els dos estats, fins a desembocar al riu Araxes com a afluent esquerre a prop de Bagaran. L'Akhurian drena una superfície d'uns 9.500 quilòmetres quadrats i té una longitud total de 186 quilòmetres.
Gyumri, la segona ciutat més gran d'Armènia, es troba a la riba est del riu, que també passa per quatre de les dotze capitals històriques d'Armènia: Aní, Bagaran, Yervandashat i Yerazgavors.

## Història
Quan exèrcit romà d'Orient va arribar a la província de Xirak el 1041, nobles locals armenis (nakharark) es van reunir contra ells sota el comandament del general Vahram Pahlavouni (de la família Pahlavuní). Vahram va seleccionar llavors un cos de 30.000 infants i 20.000 de cavallers, formant tres divisions, que van lluitar contra els romans d'Orient. Una batalla es va produir en el qual els invasors van ser derrotats amb gran massacre. La lluita va ser tan ferotge que es diu que l'efusió de sang que fluïa al riu Akhurian va acolorir les seves aigües completament vermelles. Els romans van deixar 21.000 morts enrere. Aquesta victòria va permetre que Vahram Pahlavuní juntament amb el catolicós Petros Guedadarts coronessin Gaguik II rei d'Armènia i, posteriorment, prenguessin la fortalesa d'Aní, que havia estat en mans de Vest Sarkis.

## Geografia
El riu s'origina en un altiplà a una altitud de 2023 m, que surt del pantà d'Arpi, creat el 1950. Recorre vint quilòmetres cap a l'est a través de prats humits, agafant diversos afluents originaris de la carena de Kechut. Aquí les ribes estan pantanoses, el corrent és lent i fa meandres.
Aleshores el riu gira cap al sud i es dirigeix a l'altiplà de Xirak. Aquí el riu flueix a través d'un profund congost rocós i arriba a uns 400 m de fondària, tallant en el seu camí un camp de lava d'origen volcànic. Uns quilòmetres per sota de l'estació de ferrocarril, Agin Akhuryan el riu queda bloquejat per una presa que forma l'embassament d'Akuryan. Des de la presa del llac Arpi fins a la presa de l'embassament hi ha 88 km. El més gran afluent d'Akuryan, el riu Kars, desemboca en aquest últim embassament.
Principalment al riu hi ha peixos de la subfamília ciprínids. S'han observat les següents espècies de peixos:
- (Aristichthys nobilis)
- (Aspius aspius)
- (Barbus lacerta cyri)
- (Barbus capito)
- (Barbus mursa)
- (Chondrostoma cyri)
- (Cyprinus carpio carpio)
- (Gobio persus)
- (Mylopharyngodon piceus)
- (Silurus glanis)

## Ponts
Alguns ponts medievals van existir una vegada sobre el riu Akhurian. El pont d'Aní pot remuntar-se a la dinastia Bagratuni. Més probablement data del segle xiii. Una inscripció trobada a prop deia que les obres de construcció es van fer en l'aproximació al pont a principis del segle xiv.
L'arc únic del pont ha caigut, deixant només alts contraforts que potser formaven part d'una porta fortificada. Els viatgers del segle xix van descrivien una casa de guàrdia al costat del pont, però aquesta ha desaparegut des de llavors.

## Galeria

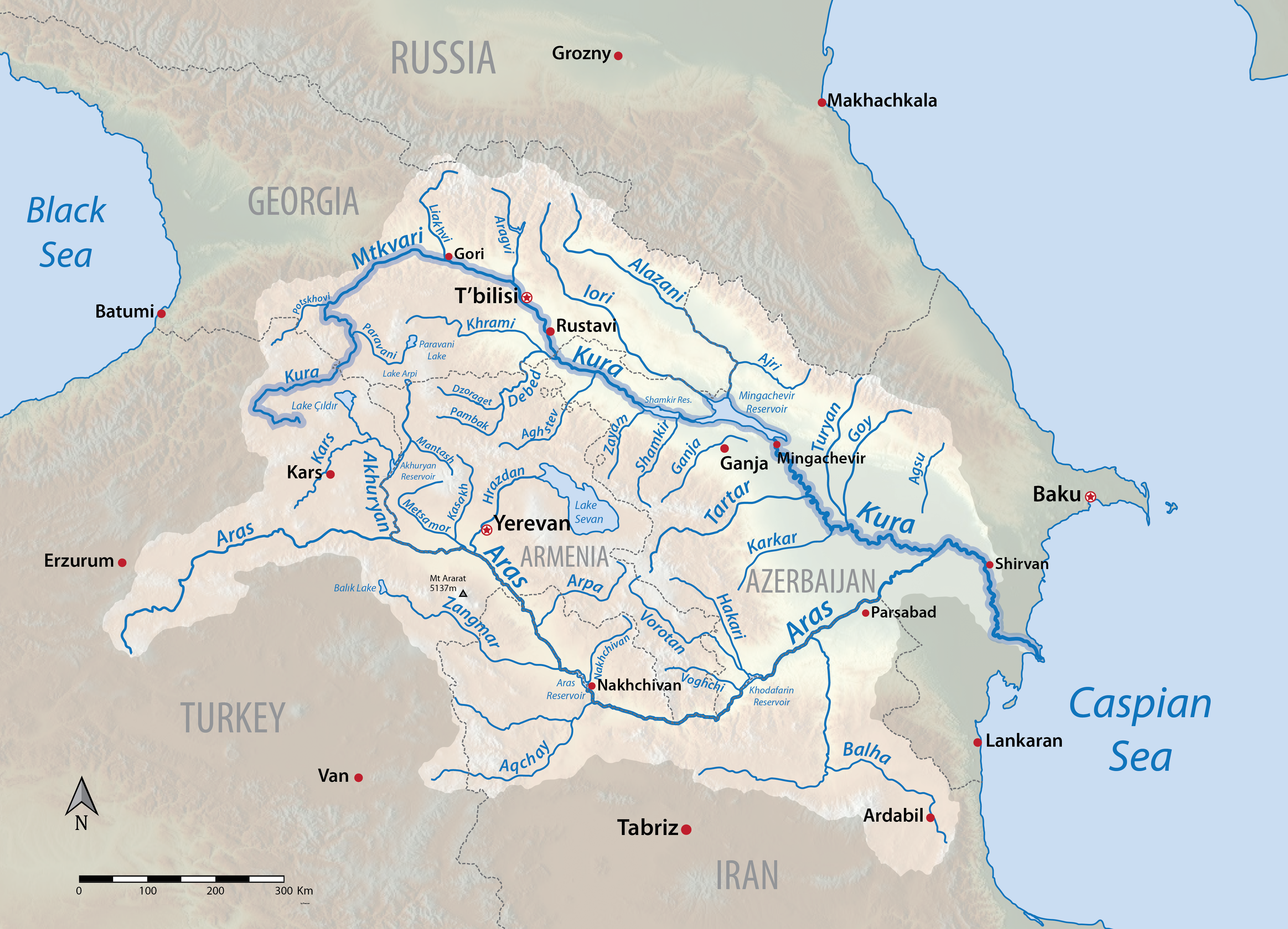
L'Akhurian i el Kars formen part de la conca del Kura
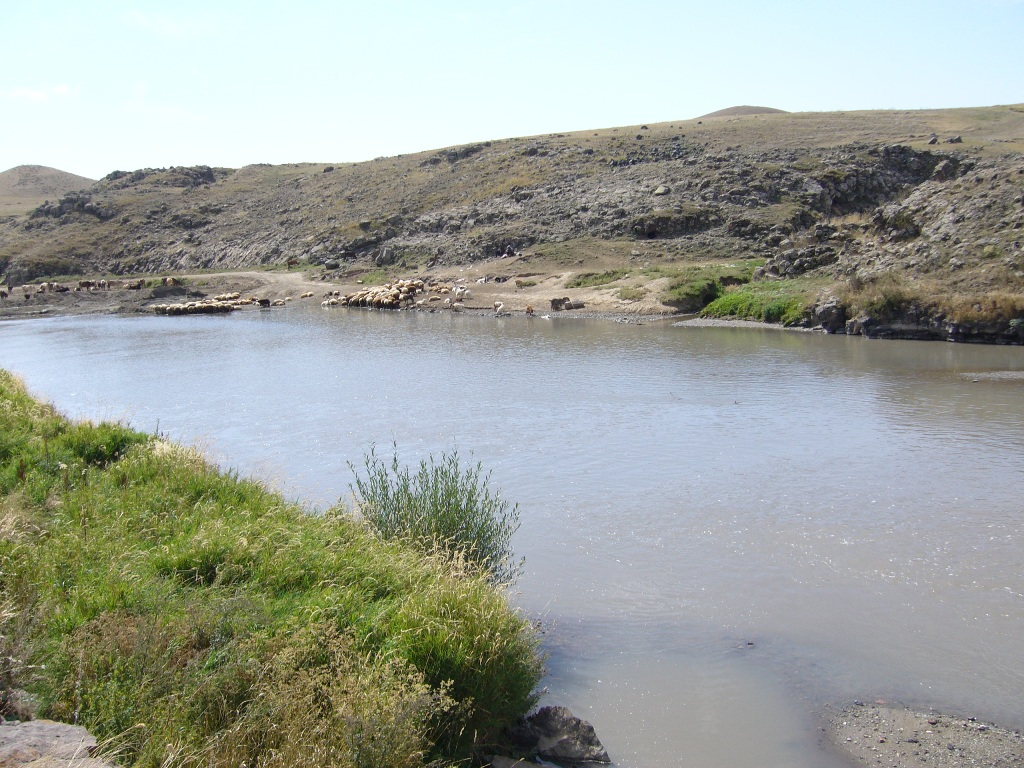
L'Akhurian en la regió de Xirak
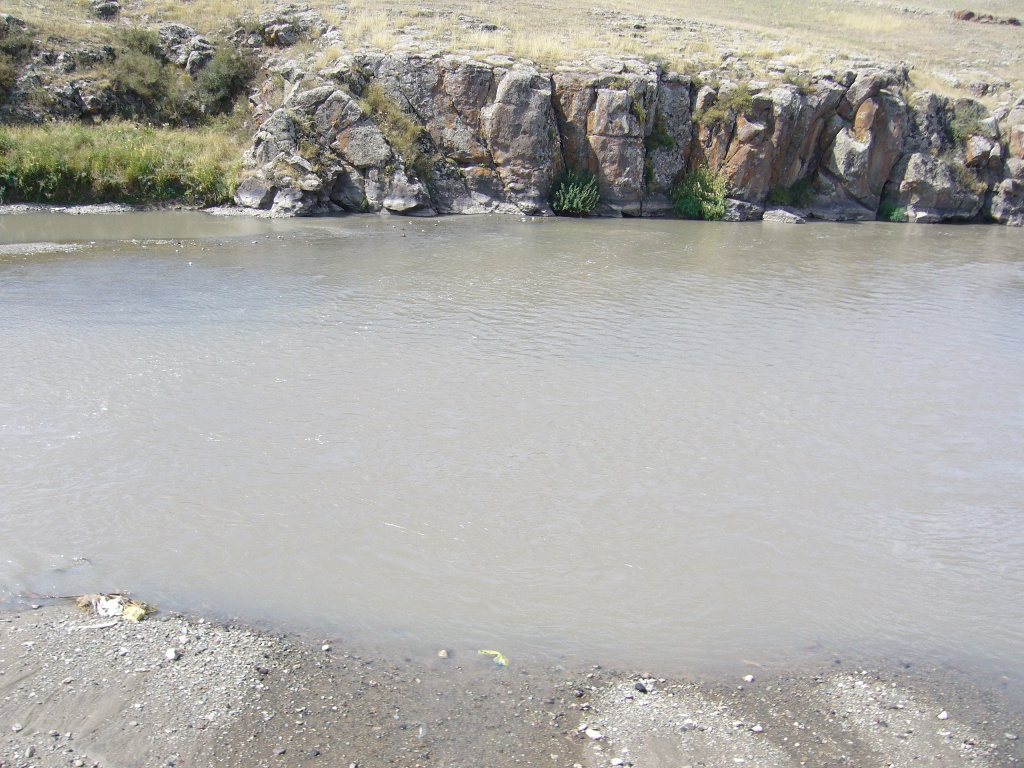
L'Akhurian amb poca aigua en setembre